# Aan Elly Ameling
Aan Elly Ameling is een sonnet van Frédéric Bastet uit 1996.

## Geschiedenis
Op 29 januari 1996 nam de Nederlandse sopraan Elly Ameling in het Amsterdamse Concertgebouw afscheid van het concertpodium. In het bijbehorende programma van dit afscheidsconcert was een interview met haar opgenomen dat was afgenomen door haar vriend, de letterkundige Frédéric Bastet (1926-2008). Bastet schreef daarnaast ter gelegenheid van haar afscheid een sonnet dat als titel draagt: Schöne Welt, wo bist Du?, maar onder de titel Aan Elly Ameling verscheen. De handdrukker Ger Kleis drukte het sonnet op zijn Sub Signo Libellipers.

### Uitgave
Het sonnet werd op een dubbel blad gedrukt op Oud Hollands papier, in paars en zwart. Het werd genaaid in een groenblauw omslag waarbij tussen omslag en binnenwerk een vel paars japans papier mee is ingenaaid. De oplage bedroeg twintig exemplaren die alle door de dichter werden gesigneerd. Het colofon geeft aan dat het werd gedrukt door Gerrit Kleis en [diens partner] Henk Gies "voor Elly en Nol", waarbij Nol staat voor Nol Belder (†2012), de echtgenoot van Elly Ameling.